# Hildur (1871)
Hildur, officiellt HM Pansarbåt Hildur, var en monitor/3. klass pansarbåt i den svenska flottan. Kanonen riktades i sidled genom vridning av hela fartyget.  1877 utrustande fartyget med en tiopipig, roterande automatkanon M/1875. Den ersattes 1887 av två fyrpipiga 25 mm automater m/1877. Efter utrangeringen 1919 såldes Hildur till Krooks Petroleum i Stockholm och användes som oljepråm.
Den 27 augusti 1872 användes HMS Hildur vid provskjutningen mot kastellet på Vaxholms fästning.